# Diplazium sikkimense
Diplazium sikkimense är en majbräkenväxtart som först beskrevs av Charles Baron Clarke och som fick sitt nu gällande namn av Carl Frederik Albert Christensen.
Diplazium sikkimense ingår i släktet Diplazium och familjen Athyriaceae. Inga underarter finns listade i Catalogue of Life.